# 正信凯旋主日

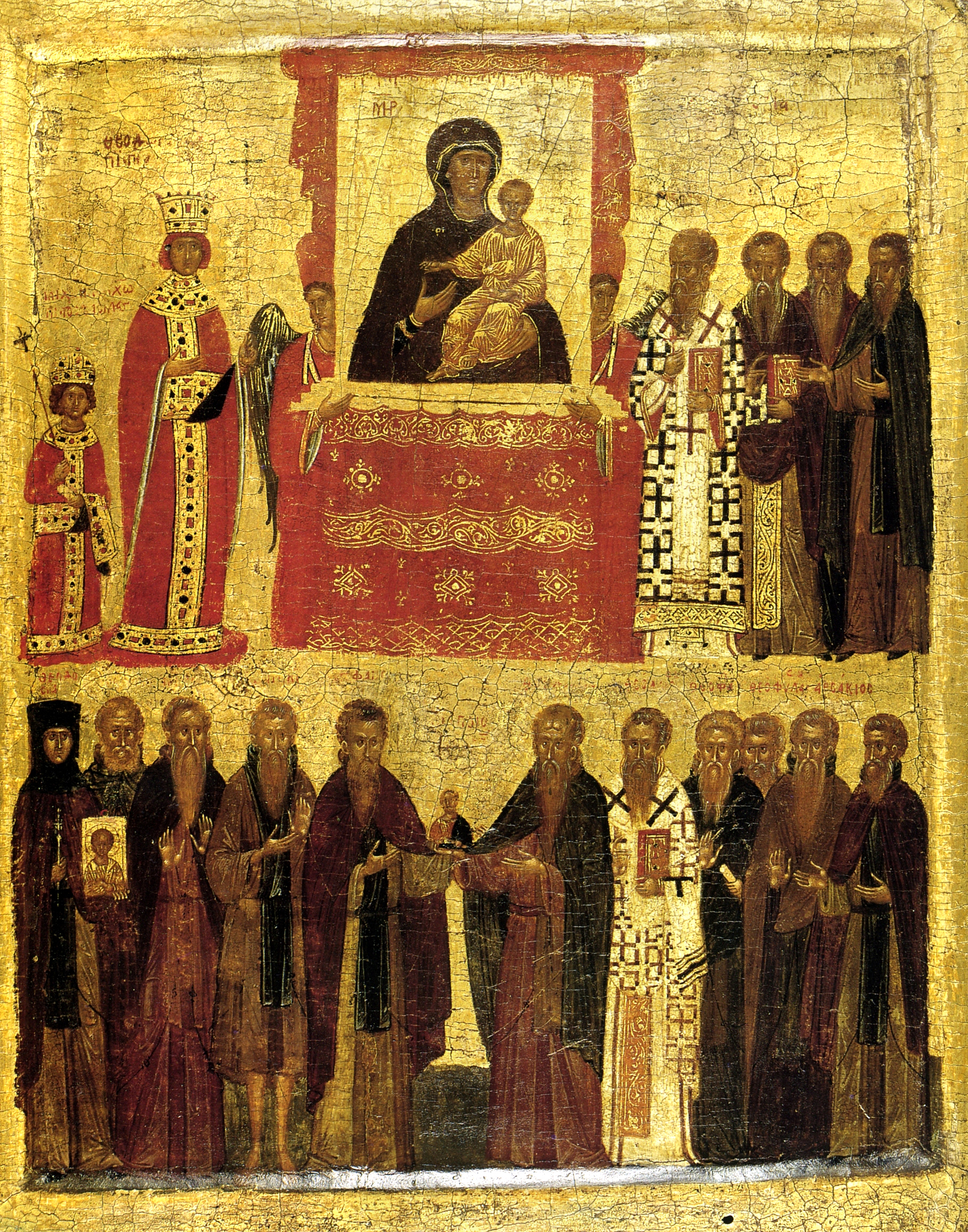
14世纪晚期、15世纪早期的正信凯旋圣像，用于纪念狄奥多拉皇后与其子米海尔三世恢复圣像崇拜（现藏于大英博物馆）

正信凯旋主日，也譯作東正教的勝利，是东正教会与拜占庭礼天主教会礼仪年中大斋期的第一个主日，以此纪念东正教战胜圣像破坏运动并恢复圣像崇拜。
拜占庭帝国皇帝利奥三世在位期间曾下令禁止圣像崇拜，不过787年第二次尼西亚公会议恢复了对圣像的敬仰。然而此后教会重新陷入混乱，利奥五世于815年再度发起圣像破坏运动。842年，支持禁止圣像的皇帝狄奥斐卢斯去世、年幼的皇子米海尔三世继位。843年3月11日（当日为大斋期的首个主日），米海尔三世的母亲、摄政的狄奥多拉皇后全面恢复了圣像崇拜。为纪念“正教信仰的凯旋”这一东正教重要的时刻，大斋期的第一个主日被定为“正信凯旋主日”（ἡ Κυριακὴ τῆς Ὀρθοδοξίας）。